# 3-Студія
Івано-Франківська обласна телерадіокомпанія «3-Студія» (ТРК «3-Студія») — обласна телерадіокомпанія в місті Івано-Франківськ.

## Загальні відомості
Телерадіокомпанія працює в телевізійному ефірі з 1 лютого 1994 року. Ліцензія Національної Ради з питань телебачення і радіомовлення — серія НР №0309 від 20.06.2002 р.
Телетрансляція здійснюється цілодобово (24 години) в обласному центрі місті Івано-Франківськ (власний передавач), 18 годин в місті Калуші.
Канал мовлення: 30 ДМВ. Потужність передавачів: 1 кВт. — м.Івано-Франківськ,  по 100 Вт. — м.Калуш.

## Територія мовлення
ТРК «3-Студія» створила єдину в Івано-Франківській області сітку телевізійного мовлення з ретрансляторами в містах Івано-Франківськ та Калуш, що дало змогу, враховуючи гірський географічний рельєф регіону, охопити мовленням територію Надвірнянського, Богородчанського, Тисменицького, Калуського, Галицького, Долинського, Тлумацького, Коломийського, Снятинського, частково Рогатинського, Городенківського, Рожнятівського та Косівського районів, а також Монастириського району Тернопільської області.
Аудиторія  телеглядачів телерадіокомпанії — близько 1 млн осіб.

## Програми та діяльність студії
- Будівельна телепрограма «Моя хата»
- Музична телепрограма «Муzконтакт»
- Модна телепрограма «Модна підборка»
- Політична аналітика «Контекст»
- Музичний хіт-парад «Do stelli»
- Кулінарна програма «Смачне дозвілля»
- Спортивна телепрограма «Спорт»
- Автомобільна програма «Автотюн»
- Комп’ютерна програма «Термінал»

Крім того проводиться трансляція:
- трансляція футбольних матчів місцевих команд
- трансляція прямих ефірів масових заходів, політичних дебатів, концертів

ТРК також виготовляє відеофільми для підприємств області та готує сюжети для інформаційних програм Україна, НТН, УТ-1